# Breedband-korsetzweefvlieg
De breedband-korsetzweefvlieg (Neoascia annexa) is een vliegensoort uit de familie van de zweefvliegen (Syrphidae). De wetenschappelijke naam van de soort is voor het eerst geldig gepubliceerd in 1776 door Muller.